# Protimodernistická přísaha
Protimodernistická přísaha (též antimodernistická přísaha, přísaha proti modernismu apod.) je označení pro přísahu, která byla uložena papežem sv. Piem X. 1. září 1910 v motu proprio Sacrorum antistitum všem katolickým kněžím bez rozdílu, všem kandidátům kněžství, biskupům a všem členům vatikánských kongregací bez výjimky. Přísahu byli taktéž povinni skládat kazatelé, duchovní vůdci či profesoři filosoficko-teologických seminářů.
Přísaha se skládala do roku 1967, kdy byla za pontifikátu Pavla VI. povinnost skládat ji zrušena a společně s Tridentským vyznáním víry nahrazena jinými formulemi. Ve většině římskokatolických tradicionalistických skupin však při kněžském svěcení stále setrvává.
Uložení přísahy předcházely dva dokumenty sv. Pia X. proti modernismu z roku 1907, ve kterých jej rozebírá a odsuzuje jako neslučitelný s pravou vírou a církevními dokumenty, a tudíž heretický. Jedná se o encykliku Pascendi Dominici gregis a dekret Lamentabili sane exitu.
Vydání apoštolského listu Jana Pavla II. Ad tuendam Fidem v roce 1998 ohledně církevní disciplíny vyprovokovalo jeho odpůrce k prohlášením, že se jedná o druhou protimodernistickou přísahu.

## Znění
Pevně uznávám a přijímám vcelku i jednotlivě všechno, co bylo od neomylného učitelského úřadu svaté Církve katolické hájeno, vymezeno a prohlášeno, zvláště ony věroučné i mravoučné statě, které přímo odmítají omyly a bludy této doby.

A sice za prvé vyznávám, že Bůh, první Příčina a poslední Cíl všech věcí, může být s jistotou poznán, ba i dokázán světlem přirozeného rozumu „skrze to, co bylo stvořeno“, to znamená skrze viditelnou část Božího stvořitelského díla jako příčina z účinků.
Za druhé přijímám a uznávám vnější důkazy zjevení Božího, to znamená božské skutky, a sice v prvé řadě zázraky a proroctví, jako naprosto jisté známky božského původu křesťanského náboženství a považuji je za nejvýš přiměřené chápání všech lidí všech dob, tedy i doby této.
Za třetí pevně věřím, že svatá Církev katolická, Strážkyně a Učitelka zjeveného slova Božího, byla bezprostředně a přímo založena od samého skutečného a historického Krista, když ještě žil mezi námi, a že byla vybudována na sv. Petru, knížeti apoštolské hierarchie, a na jeho nástupcích všech časů.
Za čtvrté upřímně přijímám učení víry, jak se nám dochovalo vždy v tomtéž smyslu a v tomtéž významu od apoštolů skrze pravověrné církevní Otce, a proto zcela zavrhuji bludnou smyšlenku o vývoji dogmat, jako by dogmata během času měnila smysl a význam a jako by nynější dogmata byla odlišná od těch, kterých se svatá Církev katolická přidržovala dříve, a rovněž zavrhuji každý omyl, na jehož základě je božský poklad víry, jenž byl odevzdán svaté Církvi katolické, Snoubence Kristově, a jenž má být od ní věrně střežen, nahrazován filozofickými nálezy nebo vůbec výtvory lidského vědomí, které se prý postupně formovalo lidským úsilím a které se prý má do budoucna v neustálém pokroku nadále zdokonalovat.
Za páté neochvějně věřím a upřímně vyznávám, že víra není slepým náboženským citem, vyvěrajícím z hlubokého podvědomí pod tlakem citu srdce a sklonu mravně utvářené vůle, nýbrž je skutečným rozumovým přisvědčením pravdě, přijaté zevně slyšením slova Božího, jímž pro autoritu nejvýš pravdomluvného a věrného Boha uznáváme za pravdivé, co bylo od něho, Boha osobního, našeho Stvořitele a Pána, řečeno, dosvědčeno a zjeveno.
Co se mé osoby týče, celou svou duší se též připojuji s náležitou uctivostí ke všem zavržením, prohlášením a předpisům, obsaženým v encyklice „Pascendi dominici gregis'“ ze dne 8. 9. 1907 i v dekretu „Lamentabili“ ze dne 3. 7. 1907, především k tomu, co tam bylo řečeno o tzv. historii dogmat.
Rovněž zavrhuji omyl těch, kdo tvrdí, že víra, kterou svatá Církev katolická předkládá, by mohla být v rozporu s historickou skutečností a že katolická dogmata, jak jsou nyní chápána, se nedají uvést v soulad s pravdivějšími počátky křesťanského náboženství.
Odsuzuji a zavrhuji také názor těch, kdo říkají, že vzdělanější křesťan vystupuje jako dvojí osoba, jednou jako věřící, jindy jako historik, jako by historiku bylo dovoleno přidržovat se toho, co je v rozporu s vírou věřícího, či jako by historik směl vytvářet předpoklady, z nichž by jako důsledek vyplývalo, že dogmata jsou buď nepravdivá, anebo pochybná, pokud by neměla být popřena vůbec.
Zavrhuji rovněž onen způsob rozboru a výkladu Písma svatého, který pomíjí tradici svaté Církve katolické, analogii víry a normy Apoštolského Stolce a přidržuje se smyšlenek racionalistů a – stejně nedovoleně jako opovážlivě – uznává textovou kritiku jako jediné a nejvyšší pravidlo.
Kromě toho zavrhuji názor těch, kdo tvrdí, že ten, kdo vyučuje oboru historické teologie nebo o této věci píše, musí nejprve odložit předsudek o nadpřirozeném původu katolické tradice či o příslibu božské podpory trvalého uchování všech zjevených pravd; poté musí vykládat spisy jednotlivých církevních Otců s vyloučením jakékoli posvátné autority jedině na podkladě vědy a se stejnou svobodou soudu, s jakou se přistupuje ke studiu všech světských písemných památek.
Nakonec prohlašuji zcela všeobecně, že naprosto nezastávám onen omyl, podle kterého modernisté tvrdí, že svatá tradice neobsahuje nic božského, nebo, což je mnohem horší, tuto přijímají v panteistickém smyslu tak, že nezůstane nic než prostá a jednoduchá skutečnost, kterou je nutné stavět na roveň obecným historickým zkušenostem: že totiž lidé sami svou pílí, svým důvtipem a svou duševní schopností postupně rozvíjeli nauku započatou od Krista a jeho apoštolů.
Proto se nyní přidržuji s neotřesitelnou pevností a budu se přidržovat až do posledního dechu svého života víry církevních Otců o bezpečném charismatu pravdy, které bylo, je a vždycky bude „v apoštolské posloupnosti biskupského úřadu“; ne aby se zastávalo to, co by se mohlo zdát lepším a vhodnějším podle kultury té které doby, nýbrž aby naprostá a nezměnitelná pravda, od počátku hlásaná od apoštolů, „nikdy nebyla jinak věřena a nikdy jinak chápána“.

Slibuji, že toto všechno budu věrně, úplně a upřímně zachovávat a nenarušeně střežit a že se nikdy při žádné příležitosti, ani při ústním hlásání, ani při písemném podání, od toho v učení neodchýlím. Tak slibuji, tak přísahám, tak mi pomáhej Bůh a tato svatá evangelia Boží. Amen.
Protimodernistická přísaha